# Hermann Bodenweber
Hermann Franz Bodenweber (* 5. Juni 1883 in Freiburg im Breisgau; † 30. Dezember 1953 in Hamburg) war ein deutscher Fußballspieler. Er hielt den ungewöhnlichen Rekord, in derselben Saison (1906/07) mit zwei verschiedenen Vereinen Nord- sowie Süddeutscher Meister zu werden. Das war nicht regelgerecht, wurde aber von den zuständigen Verbänden letztendlich toleriert.

## Karriere
Hermann spielte bis in die Herbstserie 1906/07 an der Seite seines Bruders Fritz Bodenweber beim Freiburger FC. Anschließend ging er aus beruflichen Gründen nach Hamburg und schloss sich dem FC Victoria 1895 an. Ärger gab es, als im Mai 1907 der FFC im Halbfinale der Süddeutschen Meisterschaft noch einmal beide Brüder einsetzte. Hiergegen protestierte der unterlegene Gegner, Hanau 93, und den Freiburgern drohte vorübergehend die Disqualifikation. Erst eine Vorstandssitzung des VsFV am 8./9. Juni desselben Jahres löste das Problem, indem sie beschloss, Bodenweber sei für Freiburg spielberechtigt gewesen, „weil er von keinem anderen Verband zur deutschen Bundesmeisterschaft gemeldet war“. Zunächst hätten „die erhaltenen Unterlagen“ anderes vermuten lassen. Die Breisgauer waren inzwischen (!) auch deutscher Meister geworden, ohne Hermann, aber mit Fritz.
In einem historischen Rückblick des Freiburger FC werden beide Brüder erwähnt und der Vereinschronist weist darauf hin, dass im Meisterschaftsjahr 1907 „Mittelläufer Mayer […] für den kurz vorher nach Hamburg verzogenen Hermann Bodenweber dessen wichtigen Posten einnahm“.
Im Finale um die Norddeutsche Fußballmeisterschaft 1907 hatte Hermann Bodenweber im März bereits für Victoria mitgewirkt. Seine „richtige“ Premierensaison 1907/08 schloss er in der Meisterschaft in der I. Klasse, organisiert vom NFV-Bezirk III, Bezirk Hamburg-Altona, als Meister mit Victoria ab. Er spielte mehrfach repräsentativ für Hamburg.
Seine letzte Ruhestätte fand Hermann Bodenweber auf dem Friedhof Ohlsdorf (Planquadrat R 11). Sie ist mittlerweile komplett zugewachsen.

## Erfolge
Freiburger FC
- Süddeutscher Meister 1907
- Gaumeister Oberrhein 1907

FC Victoria 1895
- Norddeutscher Meister 1907
- Meister des NFV-Bezirks III 1907, 1908, 1909